# Castilleja pilosa
Castilleja pilosa är en snyltrotsväxtart som först beskrevs av S. Wats., och fick sitt nu gällande namn av Per Axel Rydberg. Castilleja pilosa ingår i släktet målarborstar, och familjen snyltrotsväxter.

## Underarter
Arten delas in i följande underarter:
- C. p. longispica
- C. p. steenensis